# Лорелай (скеля)

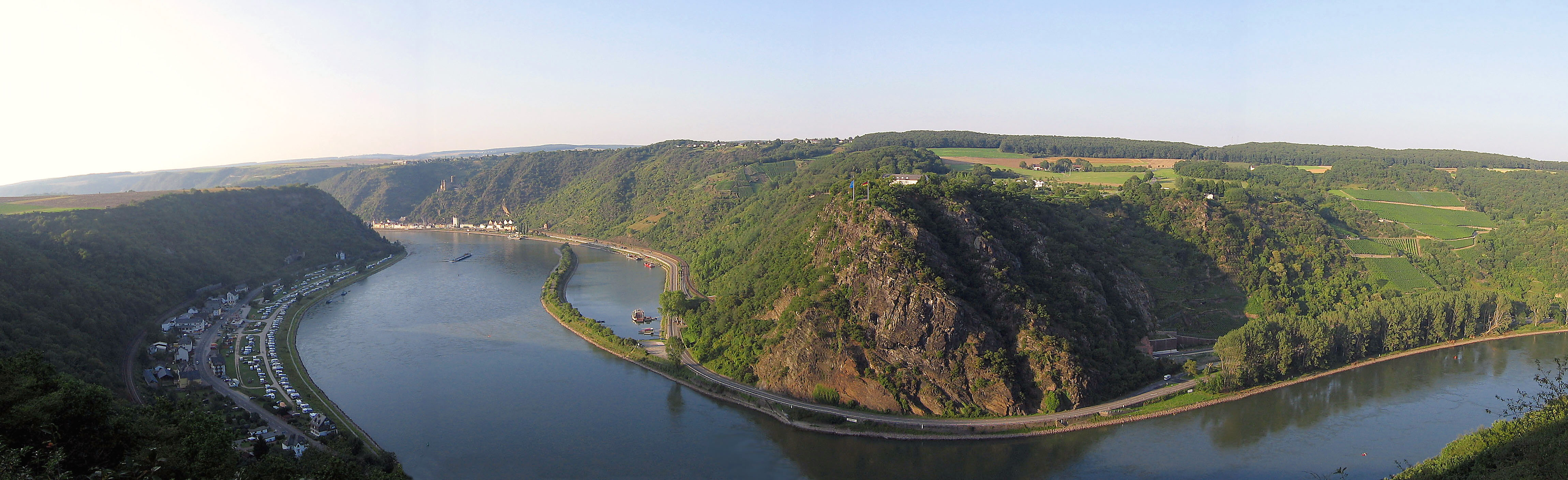
Лорелай, скеля на річці Райн

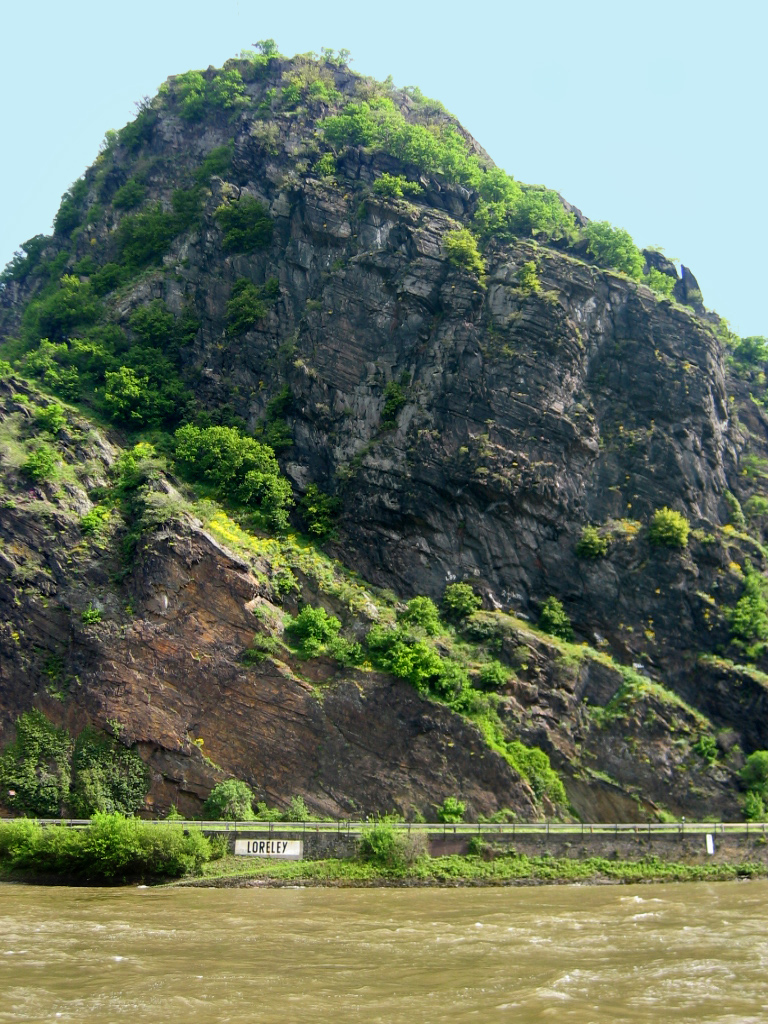
Лорелай

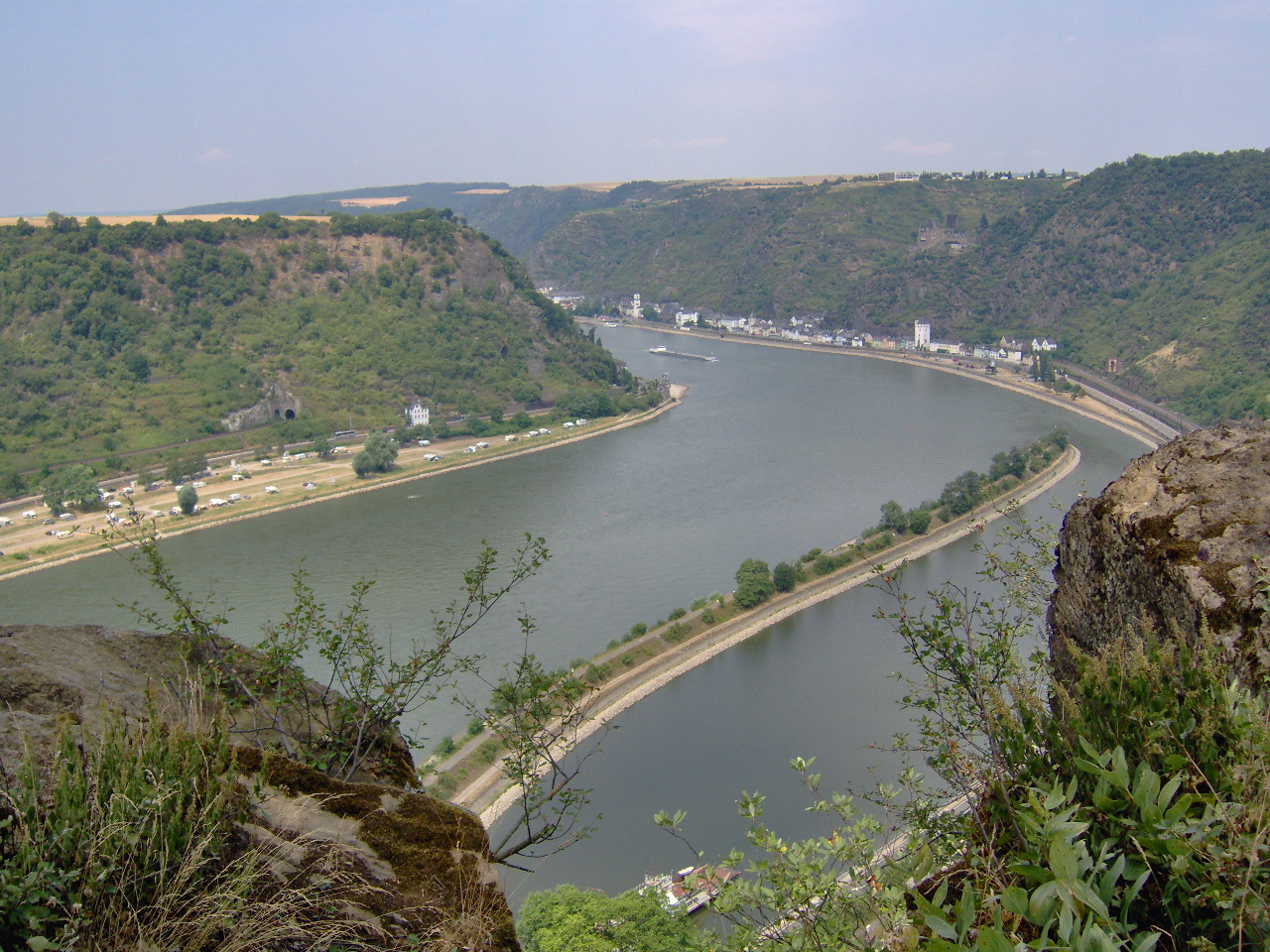
Вид, що відкривається на Райн зі скелі Лорелай

Лорелай або Лорелея, нім. Lorelei або Loreley — скеля на східному березі ущелини Райну, поблизу містечка Занкт-Гоарсгаузен.

## Короткий опис
Розташована в найвужчій частині річки за 90 км від міста Франкфурт-на-Майні. Сильна течія і скелястий берег свого часу призводили до того, що тут розбивалися безліч човнів. Тому Лорелай — це також ім'я однієї із дів Райну (Нікс, нім. Nixe), які прекрасним співом заманювали мореплавців на скелі, як сирени у давньогрецькій мітології. На кручі, де, згідно з легендами, любила сидіти Лорелай, стоїть скульптура з білого мармуру, яка була подарована найближчому місту Гоарсгаузену однією з княгинь Юсупових. Скульптура, виготовлена на замовлення російської княгині ще до російської революції італійським скульптором, зображує, звичайно, Лорелай.
Це слово походить від нім. lureln (на місцевому діалекті — «шепотіння») і ley («скеля»). Таким чином, «Лорелай» колись перекладалася як «шепоче скеля». Ефект шепотіння спричинений водоспадом, який існував у цій місцевості аж до початку XIX століття.
Існує також думка, що дівчину звали не Лорелай, а Лора, а ім'я трансформувалося з прізвиська Лора-що-на-горі / Лора-на-горі, адже якщо перекласти це німецькою, то вийде Lore-in-Lei, для стислости — Lorelei, що пізніше перетворилася на ім'я. Є й інша думка, що належить Н. Я. Берковському, Н. І. Балашову, про те, що це ім'я походить від «Lure Lay» — «сланцева скеля».
Легенда про Лорелай часто використовується в художній літературі.
Особливо відомий вірш Гайнріха Гайне (нім. «Ich weiß nicht, was soll es bedeuten…»): Рокгурти Tom Tom Club, Styx, Cocteau Twins, Fleet Foxes, The Pogues, Scorpions, The Explorers, Wishbone Ash, Comeback Kid, Blackmore's Night, Theatre of Tragedy і L'Arc-en-Ciel в різний час випускали пісні, названі «Lorelei».
У 2013 році був знятий україно-грузинсько-російський фільм «Моя русалка, моя Лорелай».